# カラチャイ・チェルケス共和国の行政区画
カラチャイ・チェルケス共和国の行政区画（カラチャイ・チェルケスきょうわこくのぎょうせいくかく）では、ロシア連邦、カラチャイ・チェルケス共和国の行政区画について記述する。

## 行政区画

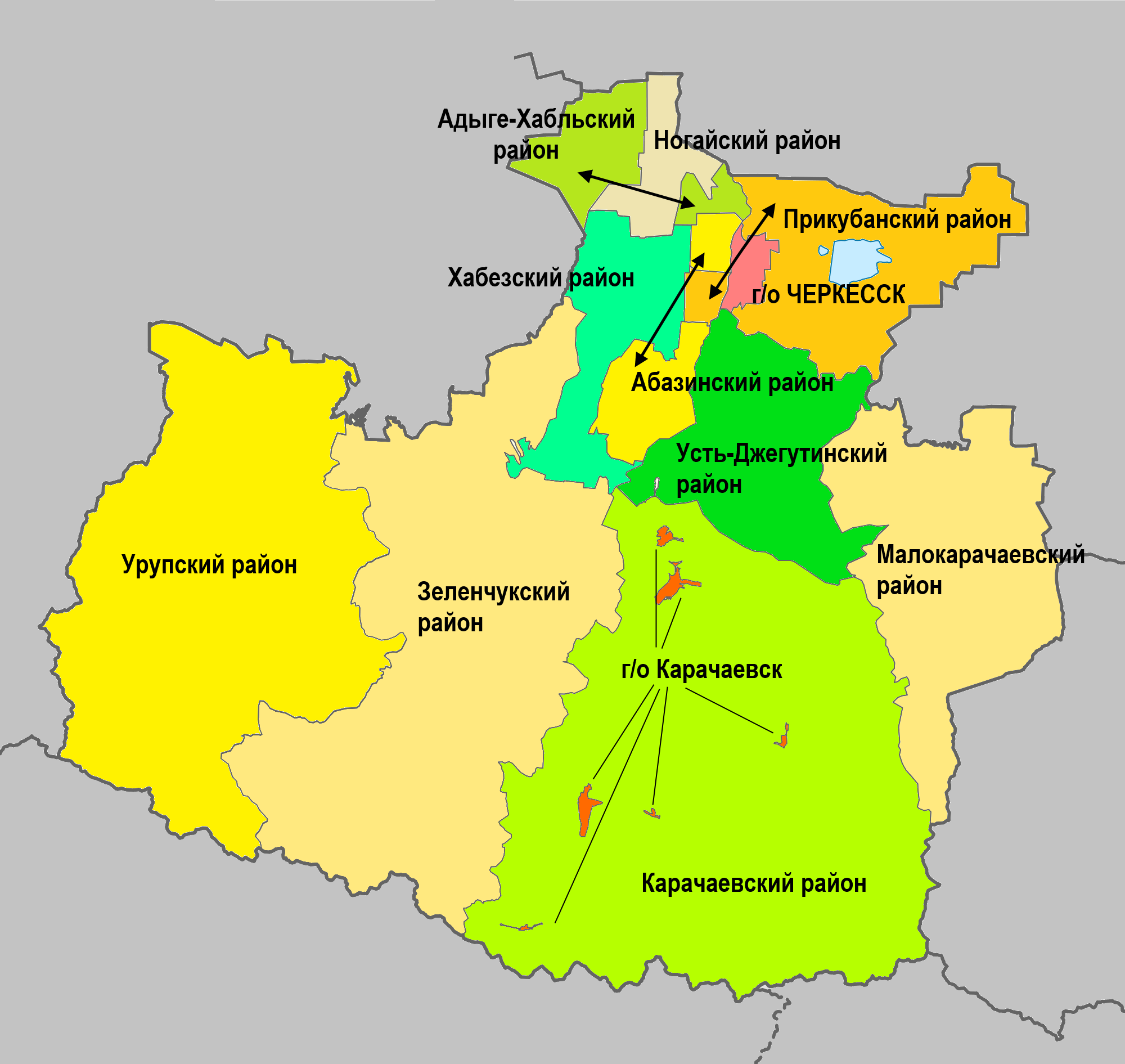
カラチャイ・チェルケス共和国の行政区画

カラチャイ・チェルケス共和国は2つの都市管区、10の地区(5の都市居住区域、83の農村居住区域を含む)から構成される。
- 都市管区 (カラチャイ・チェルケス共和国の管轄下)
  - チェルケスク都市管区 (Черкесск) (行政中心地)
  - カラチャエフスク都市管区 (Карачаевск)
- 地区(ラヨン)
  - アバザ地区 (Абазинский)
  - アドゥイゲ＝ハブリ地区 (Адыге-Хабльский)
  - ゼレンチュークスカヤ地区 (Зеленчукский)
  - カラチャエフスク地区 (Карачаевский)
  - マラカラチャイ地区 (Малокарачаевский)
  - ノガイ地区 (Ногайский)
  - プリクバン地区 (Прикубанский)
  - ウループ地区 (Урупский)
  - ウスチ＝ジェグタ地区 (Усть-Джегутински)
  - ハベース地区 (Хабезский)